# أحمد الزناتي
أحمد الزناتي كاتب ومترجم مصري وُلد عام 1979، وتخرج في قسم اللغة الألمانية بكلية الألسن جامعة عين شمس عام 2000، ثم حصل على درجة الماجستير في إدارة الأعمال عام 2013.

## مسيرته المهنية
عمل أحمد الزناتي بعد أن تخرج من الجامعة في مجال الترجمة الفورية، ثم عمل بعد دراسته لإدارة الأعمال وحصوله على درجة الماجستير فيها كمدير موارد بشرية في إحدى الشركات المصرية.
بدأ أحمد الزناتي كتابة القصة وهو في سن مبكرة، وتأثر بأسلوب الكاتب الإيطالي أومبرتو إيكو، واهتم بالميثولوجيا والأساطير بشكل خاص، واستغرق في كتابة روايته الأولى «البساط الفيروزى.. في ذكر ما جرى ليونس السمان» أربعة سنوات قبل أن تظهر للنور عام 2016 وتفوز بجائزة مهرجان الشارقة للإبداع العربي في الرواية بالإمارات العربية المتحدة.

## مؤلفاته
ألف أحمد الزناتي العديد من المؤلفات التي تنوعت ما بين الرواية، والمجموعات القصصية، إلى جانب ترجمة عدة أعمال أدبية من الإنجليزية والألمانية إلى العربية، وفيما يلي بعضا من أهم أعماله المؤلفة والمترجمة:

### المؤلفات
- البساط الفيروزى.. في ذكر ما جرى ليونس السمان (رواية): صدرت عام 2017 عن دار كلمات عربية للنشر والتوزيع بالقاهرة، وفازت بجائزة الشارقة للإبداع العربي في الرواية.[2]
- ماضي (رواية): صدرت عام 2018 عن الهيئة العامة لقصور الثقافة بالقاهرة.[3]
- لعبة الخيول الخشبية (رواية): صدرت عام 2019 عن دار كيان للنشر والتوزيع بالقاهرة.[4][5]
- جزر منعزلة (من رسائل ويوميات الكتاب العالميين): صدرت عام 2020 عن دار مرايا للنشر والتوزيع بالكويت.[6][7]

### التراجم
- حديث الطاولة (رواية): صدرت عام 2018 عن دار ترجمان للترجمة والنشر والتوزيع بالكويت.[8]
- خزانة الكتب الجميلة.. كيف نقرأ؟ ولماذا؟: صدر عام 2018 عن دار كلمات للنشر والتوزيع بالكويت.[7]
- طبول في الليل (مختارات من الأدب الغربي): صدرت عام 2019 عن دار مدارك مزون للنشر والتوزيع بالمملكة العربية السعودية.[9]
- رائحة الحبر (قراءات من المكتبة العالمية): صدر عن دار منطاد للنشر والتوزيع بالكويت.[10]
- قصة رواية: وهو كتاب المؤلف الألماني توماس وولف الصادر عام 1936، وصدرت نسخته المترجمة إلى العربية من ترجمة أحمد الزناتي عام 2020 عن دار مرايا للنشر والتوزيع بالقاهرة.[11]
- رماد وإبرة وقلم رصاص وعود ثقاب (قصص قصيرة): تأليف الكاتب الألماني روبرت فالزر، وصدرت نسخته العربية من ترجمة أحمد الزناتي عام 2020 عن دار مرايا للنشر والتوزيع بالكويت.
- أنت جواب السؤال (رسائل مختارة إلى الشباب): كتاب المؤلف الألماني هيرمان هسه الصادر عام 2000، وصدرت نسخته المترجمة إلى العربية من ترجمة أحمد الزناتي عام 2021 عن دار مدارك مزون للنشر والتوزيع بالمملكة العربية السعودية.[12]
- حياة فتاة (أو القديسة): تأليف الكاتب الألماني مارتن فالزر، وصدرت نسختها العربية من ترجمة أحمد الزناتي عام 2021 عن الدار الأهلية للنشر والتوزيع بالأردن.

## التكريمات والجوائز
حظي أحمد الزناتي بتكريم العديد من الجهات المحلية والعربية، وحصل على عدد من الجوائز الأدبية من أهمها:
- جائزة الشارقة للإبداع العربى في مجال الرواية عام 2016 في دورتها العشرين عن روايته «البساط الفيروزى.. في ذكر ما جرى ليونس السمان».[13]
- جائزة الهيئة المصرية العامة لقصور الثقافة في الرواية عام 2017 عن روايته «ماضي».
- جائزة الهيئة المصرية العامة لقصور الثقافة في القصة القصيرة عام 2021.